# Panagiotis Triadis
Panagiotis Triadis (* 9. September 1992 in Herdecke) ist ein deutsch-griechischer Fußballspieler.

## Kindheit
Panagiotis Triadis kam im westfälischen Herdecke zur Welt und wohnte seit seinem sechsten Lebensjahr in Wiesbaden.

## Karriere

### Verein
Panagiotis Triadis begann mit dem Fußball beim 1. FC Naurod wo er auf sich aufmerksam machte. Später ging er in die Jugendabteilung von Eintracht Frankfurt. Dort zeigte er gute Leistungen und bekam auch Angebote vom FC Reading sowie vom Spitzenklub FC Chelsea. Ein Schienbeinbruch sollte das Ende Triadis im Nachwuchs der Eintracht einleiten. Danach ging er in den Nachwuchs des damaligen Zweitligisten SV Wehen Wiesbaden.
Seinen ersten Einsatz mit der Profimannschaft hatte er am 12. April 2011 im 5:0 gewonnenen Halbfinale des Hessenpokals gegen den TGM SV Jügesheim, bei dem er in der 43. Minute für Salem eingewechselt wurde, und zwei Tore auflegte und auch selber eine Großchance hatte. Am 6. Mai 2011 unterschrieb er einen bis zum 30. Juni 2012 laufenden Profivertrag bei den Wehenern, welcher ab Sommer 2011 Gültigkeit hat. Sein Debüt in der 3. Liga gab Triadis am 2. Spieltag der Saison 2011/12 beim torlosen Unentschieden gegen die Zweitmannschaft des VfB Stuttgart.
Zur Saison 2012/13 wechselte Triadis nach Griechenland zu Skoda Xanthi in die Super League. Nach sechs Spielzeiten wechselte er im Sommer 2018 innerhalb der Liga zu Apollon Smyrnis. Im Januar 2019 erfolgte sein Wechsel in die Indian Super League zu NorthEast United FC. Nach einem Jahr in Indien verließ er das Land wieder und war fortan zunächst vereinslos. Im Juli 2021 nahm ihn der PAS Ioannina unter Vertrag.

### Nationalmannschaft
Triadis bestritt zwischen 2005 und 2007 28 Einsätze für die Jugendnationalmannschaften des DFB, bei denen er insgesamt 12 Tore erzielte. Zwischen 2010 und 2011 kam er zu drei Einsätzen für die griechische U19, bei denen ihm ein Tor gelang.